# James B. Howell

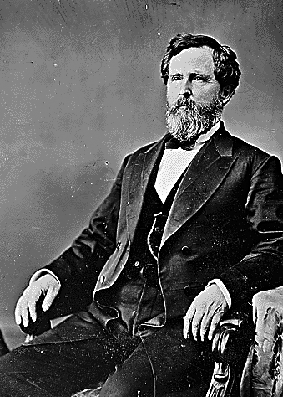
James B. Howell

James Bruen Howell (* 4. Juli 1816 bei Morristown, New Jersey; † 17. Juni 1880 in Keokuk, Iowa) war ein US-amerikanischer Politiker (Republikanische Partei), der den Bundesstaat Iowa im US-Senat vertrat.
James Howell war noch ein kleiner Junge, als seine Eltern 1819 mit ihm New Jersey verließen und nach Ohio zogen. Dort ließ sich die Familie in Newark nieder, wo er die öffentlichen Schulen besuchte. 1839 machte er seinen Abschluss an der Miami University in Oxford und studierte die Rechtswissenschaften, woraufhin er noch im selben Jahr in die Anwaltskammer aufgenommen wurde und in Newark zu praktizieren begann.
1841 zog Howell ins Iowa-Territorium, wo er zunächst in Keosauqua lebte und dort als Anwalt arbeitete sowie später eine Zeitung erwarb. Deren Erscheinungsort verlegte er 1849 nach Keokuk. In seinem neuen Wohnort fungierte er von 1861 bis 1866 als Postmeister. Zudem begann er eine politische Laufbahn bei den Republikanern, blieb aber bei diversen Kandidaturen für öffentliche Ämter zunächst erfolglos.
Erst nach dem Rücktritt von US-Senator James W. Grimes konnte Howell die folgende Nachwahl für sich entscheiden. Er zog am 18. Januar 1870 in den Senat ein und verblieb dort bis zum 3. März 1871. Bei der regulären Wahl trat er nicht an. Stattdessen wurde er von US-Präsident Ulysses S. Grant in eine dreiköpfige Kommission berufen, die aus dem Sezessionskrieg herrührende Ansprüche von Bürgern aus den Südstaaten prüfte. Mit dieser Aufgabe beschäftigte er sich bis zu seinem Tod im Juni 1880.
James Howells Vater Elias saß von 1835 bis 1837 für Ohio im Repräsentantenhaus der Vereinigten Staaten.